# Wakefieldit-(La)
Wakefieldit-(La) ist ein sehr selten vorkommendes Mineral aus der Mineralklasse der „Phosphate, Arsenate und Vanadate“ mit der idealisierten chemischen Zusammensetzung LaVO4 und damit chemisch gesehen ein Lanthanvanadat.
Wakefieldit-(La) kristallisiert im tetragonalen Kristallsystem und entwickelt kleine, prismatische Kristalle bis etwa 0,5 mm Länge von hell rosa bis bräunlicher Farbe mit einem diamantähnlichen Glanz auf den Oberflächen.

## Etymologie und Geschichte
Erstmals entdeckt wurde Wakefieldit-(La) bereits 2001 in einigen von der Halde der stillgelegten „Grube Glücksstern“ am Gottlob bei Friedrichroda in Thüringen stammenden Mineralproben zusammen mit Hausmannit und Gottlobit. Analysiert, wissenschaftlich beschrieben und als lanthandominierter Verwandter von Wakefieldit-(Ce) (nach Deliens und Piret, 1977) und Wakefieldit-(Y) (nach Hogarth und Miles, 1969) entsprechend benannt wurde das Mineral 2007 von Thomas Witzke, Uwe Kolitsch, Jens M. Warnsloh und Jürgen Göske. Die Anerkennung als eigenständiges Mineral durch die International Mineralogical Association (IMA) erfolgte noch im selben Jahr. Da aber bereits ein von D. G. Howard, R. W. Tschernich und G. L. Klein eingereichter, aber aufgrund von Zweifeln an dem Analyseergebnis nicht anerkannter Antrag mit identischem Namen existierte, erhielt der von Witzke et al. eingereichte, davon völlig unabhängige Vorschlag die gleiche Nummer IMA1989-035a. Eine erneute Analyse durch Howard et al. 1995 zeigte, dass es sich bei seinem Material um lanthanreichen Wakefieldit-(Ce) handelte.
Die Veröffentlichung der Untersuchungsergebnisse von Witzke et al. und des anerkannten Namens Wakefieldit-(La) folgte im Dezember 2008 im „European Journal of Mineralogy“ unter dem Titel Wakefieldite-(La), LaVO4, a new mineral species from the Glücksstern Mine, Friedrichroda, Thuringia, Germany.
Typmaterial des Minerals wird in der Mineralogischen Sammlung der Bergakademie Freiberg (Nr. 81876) aufbewahrt.

## Klassifikation
In der veralteten 8. Auflage der Mineralsystematik nach Strunz war der Wakefieldit-(La) noch nicht aufgeführt.
In der zuletzt 2018 überarbeiteten Lapis-Systematik nach Stefan Weiß, die formal auf der alten Systematik von Karl Hugo Strunz in der 8. Auflage basiert, erhielt das Mineral die System- und Mineralnummer VII/A.14-035. Dies entspricht der Klasse der „Phosphate, Arsenate und Vanadate“ und dort der Abteilung „Wasserfreie Phosphate [PO4]3−, ohne fremde Anionen“, wo Wakefieldit-(La) zusammen mit Chernovit-(Y), Pretulit, Wakefieldit-(Ce), Wakefieldit-(Nd), Wakefieldit-(Y), Xenotim-(Y) und Xenotim-(Yb) die „Xenotimgruppe“ mit der Systemnummer VII/A.14 bildet.
Die von der International Mineralogical Association (IMA) zuletzt 2009 aktualisierte 9. Auflage der Strunz’schen Mineralsystematik ordnet den Wakefieldit-(La) in die Klasse der „Phosphate, Arsenate und Vanadate“ und dort in die Abteilung „Phosphate usw. ohne zusätzliche Anionen; ohne H2O“ ein. Hier ist das Mineral in der Unterabteilung „Mit ausschließlich großen Kationen“ zu finden, wo es zusammen mit Chernovit-(Y), Dreyerit, Pretulit, Wakefieldit-(Ce), Wakefieldit-(Nd), Wakefieldit-(Y), Xenotim-(Y) und Xenotim-(Yb) die „Xenotimgruppe“ mit der Systemnummer 8.AD.35 bildet.
In der vorwiegend im englischen Sprachraum gebräuchlichen Systematik der Minerale nach Dana hat Wakefieldit-(La) die System- und Mineralnummer 38.04.11.07. Das entspricht der Klasse der „Phosphate, Arsenate und Vanadate“ und dort der Abteilung „Wasserfreie Phosphate etc.“. Hier findet er sich innerhalb der Unterabteilung „Wasserfreie Phosphate etc., A+XO4“ in der „Xenotim-Gruppe (Tetragonal: I41/amd)“, in der auch Xenotim-(Y), Chernovit-(Y), Wakefieldit-(Y), Wakefieldit-(Ce), Pretulit, Xenotim-(Yb) und Wakefieldit-(Nd) eingeordnet sind.

## Kristallstruktur
Wakefieldit-(La) kristallisiert tetragonal in der Raumgruppe I41/amd (Raumgruppen-Nr. 141) mit den Gitterparametern a = 7,406 Å und c = 6,504 Å sowie 4 Formeleinheiten pro Elementarzelle. Das Mineral weist eine Kristallstruktur vom Zirkon-Typ auf.

## Bildung und Fundorte
Wakefieldit-(La) bildet sich in hydrothermalen Baryt-Gängen und findet sich in Drusen auf Hausmannit aufgewachsen. Weitere Begleitminerale sind unter anderem Baryt und Gottlobit.
Bisher konnte das Mineral außer an seiner Typlokalität in der „Grube Glücksstern“ in Thüringen nur noch im Steinbruch Caspar bei Ettringen (Eifel) in Rheinland-Pfalz sowie in der Grube Cerchiara im Val di Vara in der italienischen Region Ligurien (Provinz La Spezia) entdeckt werden (Stand 2021).